# 利奥·巴恩霍斯特
利奥·A·巴恩霍斯特（英語：Leo A. Barnhorst，1924年5月11日—2000年8月25日），美国NBA联盟前职业篮球运动员。